# Hoplitis illyrica
Hoplitis illyrica is een vliesvleugelig insect uit de familie Megachilidae. De wetenschappelijke naam van de soort is voor het eerst geldig gepubliceerd in 1926 door Noskiewicz.